# Coprinopsis pachyderma
Coprinopsis pachyderma är en svampart som först beskrevs av Bogart, och fick sitt nu gällande namn av Redhead, Vilgalys & Moncalvo 2001. Coprinopsis pachyderma ingår i släktet Coprinopsis och familjen Psathyrellaceae.   Inga underarter finns listade i Catalogue of Life.